# Marathon van Eindhoven 1997
De marathon van Eindhoven 1997 werd gelopen op zondag 12 oktober 1997. Het was de veertiende editie van deze marathon.
Bij de mannen was het de Keniaan John Kiprono, die als eerste over de streep kwam in 2:11.51. De wedstrijd bij de vrouwen werd gewonnen door Mieke Hombergen in 2:36.14. Het was haar derde overwinning in deze marathon, die zij eerder in 1990 en 1991 had gewonnen. Aangezien het evenement tevens dienstdeed als Nederlands kampioenschap, won zij hiermee tegelijkertijd de nationale titel. Bij de mannen ging de Nederlandse titel op de marathon naar Luc Krotwaar, die als achtste de wedstrijd voltooide in 2:15.15.

## Uitslagen

### Mannen
| rang   | naam                    | land | tijd    | opmerkingen |
| ------ | ----------------------- | ---- | ------- | ----------- |
| Goud   | John Kiprono            | KEN  | 2:11.51 |             |
| Zilver | Abel Gisemba            | KEN  | 2:11.56 |             |
| Brons  | Charles Omwoyo          | KEN  | 2:13.01 |             |
| 4      | Grzegorz Gajdus         | POL  | 2:13.04 |             |
| 5      | Pyotr Sarafinyuk        | UKR  | 2:13.20 |             |
| 6      | Anatoli Zeroek          | UKR  | 2:13.30 |             |
| 7      | Vladimir Kotov          | BLR  | 2:15.11 |             |
| 8      | Luc Krotwaar            | NED  | 2:15.15 | 1e NK       |
| 9      | Boubker El Afoui        | MAR  | 2:15.18 |             |
| 10     | Sergey Sokov            | BLR  | 2:15.23 |             |
| 11     | Karel David             | CZE  | 2:15.46 |             |
| 12     | Piotr Poblocki          | POL  | 2:16.09 |             |
| 13     | Fransua Woldemariam     | NED  | 2:16.15 | 2e NK       |
| 14     | Tadesse Woldemeskel     | NED  | 2:16.17 | 3e NK       |
| 15     | Samson Maritim          | KEN  | 2:16.50 |             |
| 16     | Ronald Schut            | NED  | 2:16.54 | 4e NK       |
| 17     | Chris Verbeeck          | BEL  | 2:17.18 |             |
| 18     | Gerard Kappert          | NED  | 2:17.47 | 5e NK       |
| 19     | Abderrahim ben Redouane | MAR  | 2:18.31 |             |
| 20     | Berthold Berger         | NED  | 2:18.47 | 6e NK       |
| 21     | Peter van der Velden    | NED  | 2:19.55 | 7e NK       |
| 22     | Vladimir Tonchinski     | BLR  | 2:20.24 |             |
| 23     | Paul Hagedoren          | NED  | 2:22.24 | 8e NK       |
| 24     | Marti ten Kate          | NED  | 2:22.45 | 9e NK       |
| 25     | Jos Sasse               | NED  | 2:24.17 | 10e NK      |

### Vrouwen
| rang   | naam                        | land | tijd    | opmerkingen |
| ------ | --------------------------- | ---- | ------- | ----------- |
| Goud   | Mieke Hombergen             | NED  | 2:36.14 | 1e NK       |
| Zilver | Zahra Akkrachi              | MAR  | 2:43.30 |             |
| Brons  | Christine Toonstra          | NED  | 2:52.56 | 2e NK       |
| 4      | Manna Kwak-Lukkien Helsloot | NED  | 2:53.20 | 3e NK       |
| 5      | Diane Teygeman              | BEL  | 2:56.32 |             |

1959 ·
1960 ·
1982 ·
1984 ·
1986 ·
1988 ·
1990 ·
1991 ·
1992 ·
1993 ·
1994 ·
1995 ·
1996 ·
1997 ·
1998 ·
1999 ·
2000 ·
2001 ·
2002 ·
2003 ·
2004 ·
2005 ·
2006 ·
2007 ·
2008 ·
2009 ·
2010 ·
2011 ·
2012 ·
2013 ·
2014 ·
2015 ·
2016 ·
2017 ·
2018 ·
2019 ·
2020 ·
2021 ·
2022 ·
2023 ·
2024 ·
2025